# Nicole Puzzi
Theresa Nicole Puzzi Ferreira (Floraí, 17 maggio 1952) è un'attrice, scrittrice e conduttrice televisiva brasiliana.

## Biografia
Ha recitato in varie serie TV brasiliane, molte delle quali esportate in altri paesi: tra le altre, Gli emigranti (1981), L'amore vero non si compra (1989), Atto d'amore (1990), Marisol (2002). Ha esordito sul grande schermo nel 1977 in Pensionato das Vigaristas di Oswaldo de Oliveira.
Tra i suoi film anche Gabriela di Bruno Barreto, ma è più nota per i film degli anni '70 e '80 del genere pornochanchada, affine alla sexploitation. Ha interpretato il ruolo principale in film come Ariella (1980) e Tessa, a Gata (1982).  Ha lavorato in quattro film con Walter Hugo Khouri: O prisoneiro do sexo (1978), O convite ao prazer (1980), Eros, o deu de amor (1981) e Eu (1987).